# Pezoporikos Larnaca
Pezoporikos Larnaca (Grieks: Πεζοπορικός Όμιλος Λάρνακας (ΠΌΛ), Pezoporikos Omilos Larnacas (POL)) was een Cypriotische voetbalclub uit Larnaca.
De club werd in 1927 opgericht en speelde in 1938 voor het eerst in de hoogste klasse. Pezoporikos werd 2 keer kampioen en was 8 keer vicekampioen. In totaal speelde de club 49 seizoenen in de hoogste klasse.
In 1994 fusioneerde de club met EPA Larnaca en werd zo AEK Larnaca.

## Erelijst
- Landskampioen
  - 1954, 1988
- Beker van Cyprus
  - Winnaar: 1970
  - Finalist: 1940, 1952, 1954, 1955, 1972, 1973, 1984
- Supercup
  - Finalist: 1954, 1988

## Pezoporikos in Europa
#R = #ronde, T/U = Thuis/Uit, W = Wedstrijd, PUC = punten UEFA coëfficiënten .
Uitslagen vanuit gezichtspunt Pezoporikos Larnaca
| Seizoen | Competitie   | Ronde | Land                              | Club            | Totaalscore | 1e W          | 2e W     | PUC |
| ------- | ------------ | ----- | --------------------------------- | --------------- | ----------- | ------------- | -------- | --- |
| 1970/71 | Europacup II | 1R    | Vlag van Wales                    | Cardiff City FC | 0-8         | 0-8 (U)       | 0-0 (T)  | 1.0 |
| 1972/73 | Europacup II | 1R    | Vlag van Ierland                  | Cork Hibernians | 2-6         | 1-2 (T)       | 1-4 (U)  | 0.0 |
| 1973/74 | Europacup II | 1R    | Vlag van Zweden                   | Malmö FF        | 0-11        | 0-0 (T)       | 0-11 (U) | 1.0 |
| 1974/75 | UEFA Cup     | 1R    | Vlag van Tsjecho-Slowakije        | AS Dukla Praag  | walk-over   | Pezop. n.o.g. |          | 0.0 |
| 1978/79 | UEFA Cup     | 1R    | Vlag van Polen                    | Śląsk Wrocław   | 3-7         | 2-2 (T)       | 1-5 (U)  | 1.0 |
| 1980/81 | UEFA Cup     | 1R    | Vlag van Bondsrepubliek Duitsland | VfB Stuttgart   | 1-10        | 0-6 (U)       | 1-4 (T)  | 0.0 |
| 1982/83 | UEFA Cup     | 1R    | Vlag van Zwitserland              | FC Zürich       | 2-3         | 2-2 (T)       | 0-1 (U)  | 1.0 |
| 1988/89 | Europacup I  | 1R    | Vlag van Zweden                   | IFK Göteborg    | 2-7         | 1-2 (T)       | 1-5 (U)  | 0.0 |

Totaal aantal punten voor UEFA coëfficiënten: 4.0